# Deutsches Meisterschaftsrudern 1974
Das 85. Deutsche Meisterschaftsrudern wurde 1974 in Bamberg ausgetragen. Neu ins Meisterprogramm aufgenommen wurde der Doppelvierer der Männer. Somit wurden insgesamt Medaillen in 18 Bootsklassen vergeben. Davon 13 bei den Männern und 5 bei den Frauen
Es waren keine Renngemeinschaften, sondern nur Vereinsmannschaften startberechtigt.

## Medaillengewinner

### Männer
| Bootsklasse                           | Gold | Silber | Bronze |
| ------------------------------------- | --- | --- | --- |
| Einer                                 | Peter-Michael Kolbe (Hammerdeicher RV von 1893) | Jochen Meißner (Mannheimer RG Baden von 1880) | Ulrich Teidelt (ARV Westfalen Münster) |
| Doppelzweier                          | RC Germania Köln Norbert Kothe Helmut Wolber | RG Heidelberg Michael Leicher Rainer Botz | RC Rhenania Koblenz Walter Behr Diethelm Maxrath |
| Zweier ohne Steuermann                | RC Hansa von 1898 Peter van Roye Klaus Jäger | RV Friedrichshafen Martin Knapp Christoph Moll | Rvg. Bonn-Beuel Wolfgang Horak Gabriel Konertz |
| Zweier mit Steuermann                 | ETuF Essen Meinhard Lutz Hans Freudenfeld Ralf Heidbüchel (Stm.) | Duisburger RV Peter Schüttler Otto Wedde Christian Fahrenkog (Stm.)                                                                                                  | Stuttgarter RG von 1899 Heinz Engelhardt Egon Seredink Jürgen Knauer (Stm.)                                                                                        |
| Doppelvierer                          | RK am Baldeneysee Ulrich Zingel Volker Sauer Ferdinand Albers Werner Hütz | Würzburger RG Bayern Armin Ziegler Hermann Greß Michael Roth Michael Gentsch                                                                                         | Berliner RC Helmut Krause Helmut Meyer Klaus Runkel Bernd Westerkowski                                                                                             |
| Vierer ohne Steuermann                | RC Hansa von 1898 Reinhard Wendemuth Bernd Truschinski Klaus Jäger Peter van Roye                                                                                               | Duisburger RV Thomas Dohmen Ralf Raabe Roland Sell Dietmar Styrnol                                                                                                   | ETuF Essen Hansdieter Freudenfeld Meinhard Lutz Jochen Lechtenböhmer Joachim Ehrig                                                                                 |
| Vierer mit Steuermann                 | RK am Baldeneysee Joachim Ehrig Manfred Weinreich Hans-Jürgen Hitzbleck Thomas Hitzbleck Hartmut Wenzel (Stm.)                                                                  | RC Hansa von 1898 Frithjof Henckel Norbert Kindlmann Friedel Schlecht Dieter Knief Henning Hellmann (Stm.)                                                           | Duisburger RV Thomas Dohmen Ralf Raabe Roland Sell Dietmar Styrnol Christian Fahrenkog (Stm.)                                                                      |
| Achter                                | RC Hansa von 1898 Peter van Roye Klaus Jäger Reinhard Wendemuth Bernd Truschinski Frithjof Henckel Norbert Kindlmann Friedel Schlecht Dieter Knief Henning Hellmann (Stm.)      | RuGem. Frankfurt Horst Meyerle Jochen Reiter Thomas Wolfart Uwe Holl Norbert Schneider Bruno Franz Rolf Ebeling Peter Schwind Roland Fritscher (Stm.)                | IGOR Offenbach Jürgen Dönges Klaus Marquardt Jochen Leudesdorf Harald Wollkopf Erwin Haas Lutz Ulbricht Bernd Nuber Falk Schulze Thomas Kloos (Stm.)               |
| Leichtgewichts-Einer                  | Harald Groenewold (RC Hansa von 1898) | Bernd Kerkhoff (RV Weser Hameln) | Bernhard Fuchsbauer (RC Aschaffenburg von 1898) |
| Leichtgewichts-Doppelzweier           | RV Emscher Wanne-Eickel-Herten Karl-Heinz Dudda Michael Herzog | Trgm. Lübecker RK / Katharineum-RR Hans-Joachim Kessow Alfred Loerbroks                                                                                              | RC Rhenania Koblenz Joachim Breitbach Harald Breitbach |
| Leichtgewichts-Vierer ohne Steuermann | Deutscher Ruder-Club von 1884 Achim Bonaudo Gerd Maye Michael Kaune Hans-Hermann Meyer                                                                                          | RC Allemannia von 1866 Heino Ramm Klaus Steffen Peter-Michael Klews Bernd Hänyes                                                                                     | Stuttgart-Cannstatter RC von 1910 Wolfgang Fritsch Michael Speth Paul Lutz Ekkehard Braun                                                                          |
| Leichtgewichts-Vierer mit Steuermann  | RV Emscher Wanne-Eickel-Herten Walter Käß Winfried Firley Hans Ulrich Pollender Henning Sandmann Jörg Wischnewsky (Stm.)                                                        | RK am Baldeneysee Frank Hohendahl Reinhard Lange Ulrich Becker Lothar Marquardt Thomas Meinders (Stm.)                                                               | Mannheimer RC von 1875 Uwe Barwig Julius Nick Lutz Kalmbacher Wolfgang Grabler Willi Seyer (Stm.)                                                                  |
| Leichtgewichts-Achter                 | RTK Germania Köln Karl-Josef Schlösser Hans Zimmer Michael Dettlaff Dieter Kleinmann Klaus Brüggemann Wolfgang Hofrichter Wolfgang von der Meden Peter Lange Helmut Latz (Stm.) | Ulmer RC Donau Michael Hornäcker Wolfgang Heim Gerhard Strähle Jochen Sokolowski, Johannes Rasper Dieter Mücke Hansjörg Käufer Frank Patzwald Jürgen Grützner (Stm.) | RC Tegel 1886 Dieter Ortleb Hans-Jürgen Olszewski Manfred Bürger Peter Werner Hans Borsinski Michael von Baur Lutz Neubert Joachim Weidemann Ingo Haberkorn (Stm.) |

### Frauen
| Bootsklasse                 | Gold | Silber                                               | Bronze                                          |
| --------------------------- | --- | ---------------------------------------------------- | ----------------------------------------------- |
| Einer                       | Regine Adam (RC Rhenania Koblenz)                                                                                            | Christel Agrikola (RV Rhenania Germersheim)          | Christel Lutter (Mindener RV von 1905)          |
| Doppelzweier                | RC Rhenania Koblenz Regine Adam Astrid Hohl                                                                                  | IfL Uni Köln Marga Skrimmer Gisela Busse             | Duisburger RV Marlies Schätze Gabriele Goretzky |
| Zweier ohne Steuerfrau      | Hamburger RC von 1925 Karin Gondolatsch Doris Leifermann                                                                     | Stuttgarter RG von 1899 Isolde Eisele Marianne Weber | RV Mittelmain Ute Kernbach Birgit Roth          |
| Doppelvierer mit Steuerfrau | RV Collegia Berlin Ute Heidrich Sabine Kühne Astrid Witt-Kallmeyer Ilona Hasse Verena Elisat (Stf.)                          | Keine weiteren Boote angetreten.                     | Keine weiteren Boote angetreten.                |
| Vierer mit Steuerfrau       | Hamburger RC von 1925 Angela Braasch-Eggert Bärbel Grabowski Karin Gondolatsch Doris Leifermann Claudia Schmidt-Luchs (Stf.) | Keine weiteren Boote angetreten.                     | Keine weiteren Boote angetreten.                |